# Palazzetto dello sport Marco Simoncelli
Il Palazzetto dello sport Marco Simoncelli è la principale arena coperta di Mirandola, in provincia di Modena.
Il palasport, situato a fianco della piscina comunale, è utilizzato dalle società e squadre sportive mirandolesi, fra cui la Polisportiva Pico e la Polisportiva Stadium.

## Storia
Progettato dall'architetto mirandolese Paolo Artioli, il palazzetto dello sport è stato inaugurato il 18 ottobre 1989.
Il palazzetto è utilizzato anche per incontri, conferenze e concerti. Il 28 dicembre 2011 ha ospitato l'ultimo concerto, dopo 18 anni di sodalizio, del cantante Danilo Sacco insieme ai Nomadi.
A seguito del grave terremoto dell'Emilia del 2012 ha ospitato gli sfollati già dal 20 maggio.
Il 12 maggio 2018 il palazzetto è stato intitolato alla memoria del pilota motociclista Marco Simoncelli.

## Attività
Gli sport praticati includono: pallacanestro, pallavolo, calcio a cinque, pattinaggio artistico, hockey su pista, ginnastica artistica, e altri.